# Circus Galop
Circus Galop es una pieza para pianola compuesta por Marc-André Hamelin. Escrita entre 1991 y 1994, está dedicada a Beatrix y Jürgen Hocker, fabricantes de rollos para piano. Tiene una duración aproximada de 4–5 minutos. Las partituras de está pieza están disponibles a través del Archivo Sorabji. Los rollos para piano pueden adquirirse de Wolfgang Heisig y Jürgen Hocker, quienes han grabado las tres piezas para pianola de Hamelin bajo el sello MDG, lanzados en abril de 2008.
Es imposible para el ser humano interpretar esta pieza, dado que en algunas ocasiones todas las octavas del piano son tocadas a la vez, incluso con veintiuna notas simultáneamente. Se suele emplear para probar software MIDI para ver su máximo potencial, tales como Synthesia o PianoMIDI.